# Adolf van Nassau (1540-1568)
Adolf van Nassau (Dillenburg, 11 juli 1540 – Heiligerlee, 23 mei 1568) was de vierde zoon van Willem de Rijke en Juliana van Stolberg. Adolf was de op een na jongste broer van Willem van Oranje (Willem de Zwijger).
Hij studeerde in Leuven en te Wittenberg. Adolf streed in 1566 tegen de Turken die steeds verder opdrongen in Europa. In 1568, toen zijn broer Willem de Zwijger de wapens opnam tegen Filips II, streed hij aan zijn zijde in Brabant. Adolf trok vervolgens in de troepenmacht van zijn andere broer Lodewijk mee naar het noorden, waar hij sneuvelde in de Slag bij Heiligerlee nadat hij door een op hol geslagen paard tussen de Spaanse troepen terecht kwam. De Spaanse troepen werden bij Heiligerlee aangevoerd door Jan van Ligne, rijksgraaf van Arenberg, en een populaire mythe wil dat de graaf zich persoonlijk op Adolf stortte en hem, en twee ruiters die hem te hulp schoten, doodde. Arenberg sneuvelde ook bij Heiligerlee.

## Graf
Er doen verschillende verhalen de ronde over waar hij begraven ligt:
- Graaf Adolf van Nassau en Jean de Ligne, graaf van Arenberg, zouden samen zijn opgebaard in de kloosterkerk van Mons Sinaï. Later zou Adolf overgebracht zijn naar Midwolda en daarna naar de Grote Kerk van Emden.[2]
- Adolf van Nassau zou opgebaard zijn in de kloosterkerk en met militaire eer zijn bijgezet in het kasteel te Wedde. Van daaruit zou hij zijn overgebracht naar een stamslot in Oost-Friesland.[2]
- Adolf zou zijn begraven en vervolgens opgegraven zijn om te voorkomen dat de Spanjaarden zijn graf zouden onteren. Vervolgens is hij op een geheim gehouden plek herbegraven.[1]
- Mogelijk is hij bijgezet in de Grote Kerk in Emden, want het kasteel in Wedde, de Wedderborg, bleef een middelpunt van de strijd in de Tachtigjarige Oorlog en de Grote Kerk was een toevluchtsoord voor de Nederlandse protestanten geworden.[2][3] In de stadsarchieven valt echter niets terug te vinden over een eventuele begrafenis van de graaf en de kerk is in de Tweede Wereldoorlog zwaar beschadigd.
- Historicus Lammert Doedens bracht in januari 2016 de theorie naar voren dat graaf Adolf begraven ligt in de Sint-Lambertuskerk in Oldenburg.[4] Hij kreeg subsidie los om een familiegraf te onderzoeken en stootte op een kist met de overblijfselen van dertig mensen. Van de overblijfselen van twee mensen werd vastgesteld dat het om niet-familieleden gaat. Doedens meent dat een van de twee mogelijk Adolf is.

## Nagedachtenis

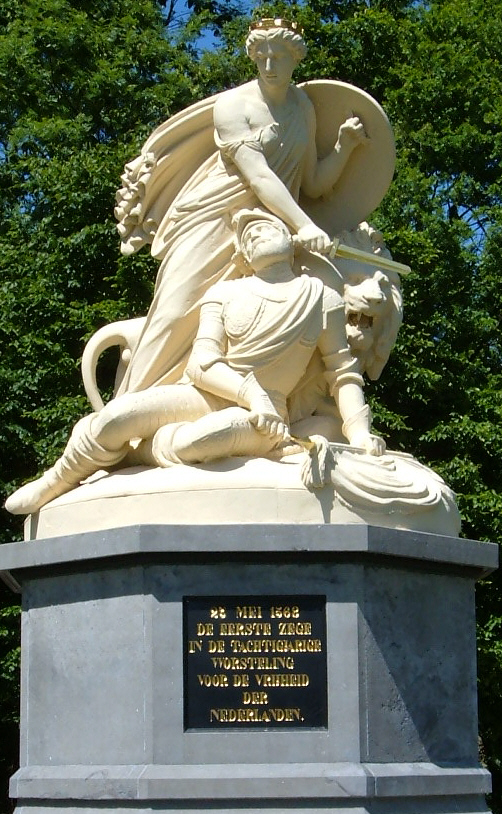
Monument voor de Slag bij Heiligerlee

Bij Heiligerlee is voor graaf Adolf een monument opgericht. Op deze plek stond eerst een geknotte gedenknaald met daarop een urn. Deze was neergezet in 1826, op deze gedenknaald stond de tekst: “Den overwonnen held Graaf Adolf van Nassau hier ten plaatse voor ’s lands vrijheid gesneuveld den 23e Mei 1568”. Het monument werd slecht onderhouden en raakte in verval. In 1868 werd er een wedstrijd uitgeschreven om een grootser monument te vervaardigen ter ere van de driehonderdste sterfdag van de graaf. Het winnende ontwerp was van de schilder J.H. Egenberger en de architect P. Schenkenberg van Mierop. Omdat de schilder bijna geen ervaring had als beeldhouwer werd de hulp van de Belgische Joseph Geels gevraagd. J.H. Egenberger ontwierp een stervende Adolf, ondersteund door de Nederlandse maagd.
Kroonprins Willem en prins Hendrik de Zeevaarder legden op 23 mei 1868 de eerste steen van het monument. P. Schenkenberg van Mierop wilde het monument op een stenen heuvel laten plaatsen, maar dit zorgde voor de nodige meningsverschillen. Geels ontwierp daarom het achtvoetige voetstuk. Op de voorkant van dit voetstuk staat de tekst: “25 mei 1568. De eerste zege in de tachtigjarige worsteling voor vrijheid der Nederlanden”. Op de rechterzijde staat:”Graaf Adolf van Nassau bleef in den roemrijken slag”. Op de linkerzijde staat: “Oranje met Nederland verbonden” en op de achterzijde:”25 mei 1868. Door het nageslacht den vaderen gewijd”. Op 23 mei 1873 vond de onthulling plaats door koning Willem III.
Ook in het vierde couplet van het Wilhelmus wordt zijn naam nadrukkelijk genoemd. Het luidt als volgt:
Lyf en goet al te samen
Heb ick u niet verschoont,
Mijn broeders hooch van Namen
Hebbent u oock vertoont:
Graef Adolff is ghebleven
In Vriesland in den slaech,
Syn Siel int ewich Leven
Verwacht den Jongsten dach

## Kwartierstaat
| Jan IV van Nassau (1410-1475) | Jan IV van Nassau (1410-1475) | Jan IV van Nassau (1410-1475) | Jan IV van Nassau (1410-1475) | Jan IV van Nassau (1410-1475)           | Jan IV van Nassau (1410-1475)           | Maria van Loon-Heinsberg (1424-1502)    | Maria van Loon-Heinsberg (1424-1502)    | Maria van Loon-Heinsberg (1424-1502)     | Maria van Loon-Heinsberg (1424-1502)     | Maria van Loon-Heinsberg (1424-1502)       | Maria van Loon-Heinsberg (1424-1502)       |                                            |                                            | Hendrik III van Hessen (1440-1483)         | Hendrik III van Hessen (1440-1483)         | Hendrik III van Hessen (1440-1483)       | Hendrik III van Hessen (1440-1483)       | Hendrik III van Hessen (1440-1483)       | Hendrik III van Hessen (1440-1483)       | Anna van Katzenelnbogen (1443-1494)      | Anna van Katzenelnbogen (1443-1494)      | Anna van Katzenelnbogen (1443-1494) | Anna van Katzenelnbogen (1443-1494) | Anna van Katzenelnbogen (1443-1494) | Anna van Katzenelnbogen (1443-1494) |                              |                              | Hendrik van Stolberg (1436-1511) | Hendrik van Stolberg (1436-1511) | Hendrik van Stolberg (1436-1511) | Hendrik van Stolberg (1436-1511) | Hendrik van Stolberg (1436-1511)               | Hendrik van Stolberg (1436-1511)               | Mathilde van Mansfeld (1440-1468)              | Mathilde van Mansfeld (1440-1468)              | Mathilde van Mansfeld (1440-1468)              | Mathilde van Mansfeld (1440-1468)              | Mathilde van Mansfeld (1440-1468)            | Mathilde van Mansfeld (1440-1468)            |                                              |                                              | Filips van Eppstein-Königstein († rond 1481) | Filips van Eppstein-Königstein († rond 1481) | Filips van Eppstein-Königstein († rond 1481) | Filips van Eppstein-Königstein († rond 1481) | Filips van Eppstein-Königstein († rond 1481) | Filips van Eppstein-Königstein († rond 1481) | Louise de la Mark (1450-1524)            | Louise de la Mark (1450-1524)            | Louise de la Mark (1450-1524) | Louise de la Mark (1450-1524) | Louise de la Mark (1450-1524) | Louise de la Mark (1450-1524) |  |  |  |  |  |  |  |  |  |  |  |  |  |  |  |  |  |  |  |  |  |  |  |  |  |  |  |  |  |  |  |  |  |  |  |  |  |  |  |  |  |  |  |  |  |  |  |  |
| Jan IV van Nassau (1410-1475) | Jan IV van Nassau (1410-1475) | Jan IV van Nassau (1410-1475) | Jan IV van Nassau (1410-1475) | Jan IV van Nassau (1410-1475)           | Jan IV van Nassau (1410-1475)           | Maria van Loon-Heinsberg (1424-1502)    | Maria van Loon-Heinsberg (1424-1502)    | Maria van Loon-Heinsberg (1424-1502)     | Maria van Loon-Heinsberg (1424-1502)     | Maria van Loon-Heinsberg (1424-1502)       | Maria van Loon-Heinsberg (1424-1502)       |                                            |                                            | Hendrik III van Hessen (1440-1483)         | Hendrik III van Hessen (1440-1483)         | Hendrik III van Hessen (1440-1483)       | Hendrik III van Hessen (1440-1483)       | Hendrik III van Hessen (1440-1483)       | Hendrik III van Hessen (1440-1483)       | Anna van Katzenelnbogen (1443-1494)      | Anna van Katzenelnbogen (1443-1494)      | Anna van Katzenelnbogen (1443-1494) | Anna van Katzenelnbogen (1443-1494) | Anna van Katzenelnbogen (1443-1494) | Anna van Katzenelnbogen (1443-1494) |                              |                              | Hendrik van Stolberg (1436-1511) | Hendrik van Stolberg (1436-1511) | Hendrik van Stolberg (1436-1511) | Hendrik van Stolberg (1436-1511) | Hendrik van Stolberg (1436-1511)               | Hendrik van Stolberg (1436-1511)               | Mathilde van Mansfeld (1440-1468)              | Mathilde van Mansfeld (1440-1468)              | Mathilde van Mansfeld (1440-1468)              | Mathilde van Mansfeld (1440-1468)              | Mathilde van Mansfeld (1440-1468)            | Mathilde van Mansfeld (1440-1468)            |                                              |                                              | Filips van Eppstein-Königstein († rond 1481) | Filips van Eppstein-Königstein († rond 1481) | Filips van Eppstein-Königstein († rond 1481) | Filips van Eppstein-Königstein († rond 1481) | Filips van Eppstein-Königstein († rond 1481) | Filips van Eppstein-Königstein († rond 1481) | Louise de la Mark (1450-1524)            | Louise de la Mark (1450-1524)            | Louise de la Mark (1450-1524) | Louise de la Mark (1450-1524) | Louise de la Mark (1450-1524) | Louise de la Mark (1450-1524) |  |  |  |  |  |  |  |  |  |  |  |  |  |  |  |  |  |  |  |  |  |  |  |  |  |  |  |  |  |  |  |  |  |  |  |  |  |  |  |  |  |  |  |  |  |  |  |  |
|                               |                               |                               |                               |                                         |                                         |                                         |                                         |                                          |                                          |                                            |                                            |                                            |                                            |                                            |                                            |                                          |                                          |                                          |                                          |                                          |                                          |                                     |                                     |                                     |                                     |                              |                              |                                  |                                  |                                  |                                  |                                                |                                                |                                                |                                                |                                                |                                                |                                              |                                              |                                              |                                              |                                              |                                              |                                              |                                              |                                              |                                              |                                          |                                          |                               |                               |                               |                               |  |  |  |  |  |  |  |  |  |  |  |  |  |  |  |  |  |  |  |  |  |  |  |  |  |  |  |  |  |  |  |  |  |  |  |  |  |  |  |  |  |  |  |  |  |  |  |  |
|                               |                               |                               |                               | Jan V van Nassau-Dillenburg (1455-1516) | Jan V van Nassau-Dillenburg (1455-1516) | Jan V van Nassau-Dillenburg (1455-1516) | Jan V van Nassau-Dillenburg (1455-1516) | Jan V van Nassau-Dillenburg (1455-1516)  | Jan V van Nassau-Dillenburg (1455-1516)  |                                            |                                            |                                            |                                            |                                            |                                            | Elisabeth van Hessen-Marburg (1466–1523) | Elisabeth van Hessen-Marburg (1466–1523) | Elisabeth van Hessen-Marburg (1466–1523) | Elisabeth van Hessen-Marburg (1466–1523) | Elisabeth van Hessen-Marburg (1466–1523) | Elisabeth van Hessen-Marburg (1466–1523) |                                     |                                     |                                     |                                     |                              |                              |                                  |                                  |                                  |                                  | Botho III van Stolberg-Wernigerode (1467-1538) | Botho III van Stolberg-Wernigerode (1467-1538) | Botho III van Stolberg-Wernigerode (1467-1538) | Botho III van Stolberg-Wernigerode (1467-1538) | Botho III van Stolberg-Wernigerode (1467-1538) | Botho III van Stolberg-Wernigerode (1467-1538) |                                              |                                              |                                              |                                              |                                              |                                              | Anna van Eppstein-Königstein (1481-1538)     | Anna van Eppstein-Königstein (1481-1538)     | Anna van Eppstein-Königstein (1481-1538)     | Anna van Eppstein-Königstein (1481-1538)     | Anna van Eppstein-Königstein (1481-1538) | Anna van Eppstein-Königstein (1481-1538) |                               |                               |                               |                               |  |  |  |  |  |  |  |  |  |  |  |  |  |  |  |  |  |  |  |  |  |  |  |  |  |  |  |  |  |  |  |  |  |  |  |  |  |  |  |  |  |  |  |  |  |  |  |  |
|                               |                               |                               |                               | Jan V van Nassau-Dillenburg (1455-1516) | Jan V van Nassau-Dillenburg (1455-1516) | Jan V van Nassau-Dillenburg (1455-1516) | Jan V van Nassau-Dillenburg (1455-1516) | Jan V van Nassau-Dillenburg (1455-1516)  | Jan V van Nassau-Dillenburg (1455-1516)  |                                            |                                            |                                            |                                            |                                            |                                            | Elisabeth van Hessen-Marburg (1466–1523) | Elisabeth van Hessen-Marburg (1466–1523) | Elisabeth van Hessen-Marburg (1466–1523) | Elisabeth van Hessen-Marburg (1466–1523) | Elisabeth van Hessen-Marburg (1466–1523) | Elisabeth van Hessen-Marburg (1466–1523) |                                     |                                     |                                     |                                     |                              |                              |                                  |                                  |                                  |                                  | Botho III van Stolberg-Wernigerode (1467-1538) | Botho III van Stolberg-Wernigerode (1467-1538) | Botho III van Stolberg-Wernigerode (1467-1538) | Botho III van Stolberg-Wernigerode (1467-1538) | Botho III van Stolberg-Wernigerode (1467-1538) | Botho III van Stolberg-Wernigerode (1467-1538) |                                              |                                              |                                              |                                              |                                              |                                              | Anna van Eppstein-Königstein (1481-1538)     | Anna van Eppstein-Königstein (1481-1538)     | Anna van Eppstein-Königstein (1481-1538)     | Anna van Eppstein-Königstein (1481-1538)     | Anna van Eppstein-Königstein (1481-1538) | Anna van Eppstein-Königstein (1481-1538) |                               |                               |                               |                               |  |  |  |  |  |  |  |  |  |  |  |  |  |  |  |  |  |  |  |  |  |  |  |  |  |  |  |  |  |  |  |  |  |  |  |  |  |  |  |  |  |  |  |  |  |  |  |  |
|                               |                               |                               |                               |                                         |                                         |                                         |                                         |                                          |                                          | Willem I van Nassau-Dillenburg (1487–1559) | Willem I van Nassau-Dillenburg (1487–1559) | Willem I van Nassau-Dillenburg (1487–1559) | Willem I van Nassau-Dillenburg (1487–1559) | Willem I van Nassau-Dillenburg (1487–1559) | Willem I van Nassau-Dillenburg (1487–1559) |                                          |                                          |                                          |                                          |                                          |                                          |                                     |                                     |                                     |                                     |                              |                              |                                  |                                  |                                  |                                  |                                                |                                                |                                                |                                                |                                                |                                                | Juliana van Stolberg-Wernigerode (1506-1580) | Juliana van Stolberg-Wernigerode (1506-1580) | Juliana van Stolberg-Wernigerode (1506-1580) | Juliana van Stolberg-Wernigerode (1506-1580) | Juliana van Stolberg-Wernigerode (1506-1580) | Juliana van Stolberg-Wernigerode (1506-1580) |                                              |                                              |                                              |                                              |                                          |                                          |                               |                               |                               |                               |  |  |  |  |  |  |  |  |  |  |  |  |  |  |  |  |  |  |  |  |  |  |  |  |  |  |  |  |  |  |  |  |  |  |  |  |  |  |  |  |  |  |  |  |  |  |  |  |
|                               |                               |                               |                               |                                         |                                         |                                         |                                         |                                          |                                          | Willem I van Nassau-Dillenburg (1487–1559) | Willem I van Nassau-Dillenburg (1487–1559) | Willem I van Nassau-Dillenburg (1487–1559) | Willem I van Nassau-Dillenburg (1487–1559) | Willem I van Nassau-Dillenburg (1487–1559) | Willem I van Nassau-Dillenburg (1487–1559) |                                          |                                          |                                          |                                          |                                          |                                          |                                     |                                     |                                     |                                     |                              |                              |                                  |                                  |                                  |                                  |                                                |                                                |                                                |                                                |                                                |                                                | Juliana van Stolberg-Wernigerode (1506-1580) | Juliana van Stolberg-Wernigerode (1506-1580) | Juliana van Stolberg-Wernigerode (1506-1580) | Juliana van Stolberg-Wernigerode (1506-1580) | Juliana van Stolberg-Wernigerode (1506-1580) | Juliana van Stolberg-Wernigerode (1506-1580) |                                              |                                              |                                              |                                              |                                          |                                          |                               |                               |                               |                               |  |  |  |  |  |  |  |  |  |  |  |  |  |  |  |  |  |  |  |  |  |  |  |  |  |  |  |  |  |  |  |  |  |  |  |  |  |  |  |  |  |  |  |  |  |  |  |  |
|                               |                               |                               |                               |                                         |                                         |                                         |                                         |                                          |                                          |                                            |                                            |                                            |                                            |                                            |                                            |                                          |                                          |                                          |                                          |                                          |                                          |                                     |                                     |                                     |                                     |                              |                              |                                  |                                  |                                  |                                  |                                                |                                                |                                                |                                                |                                                |                                                |                                              |                                              |                                              |                                              |                                              |                                              |                                              |                                              |                                              |                                              |                                          |                                          |                               |                               |                               |                               |  |  |  |  |  |  |  |  |  |  |  |  |  |  |  |  |  |  |  |  |  |  |  |  |  |  |  |  |  |  |  |  |  |  |  |  |  |  |  |  |  |  |  |  |  |  |  |  |
|                               |                               |                               |                               |                                         |                                         |                                         |                                         |                                          |                                          |                                            |                                            |                                            |                                            |                                            |                                            |                                          |                                          |                                          |                                          |                                          |                                          |                                     |                                     |                                     |                                     |                              |                              |                                  |                                  |                                  |                                  |                                                |                                                |                                                |                                                |                                                |                                                |                                              |                                              |                                              |                                              |                                              |                                              |                                              |                                              |                                              |                                              |                                          |                                          |                               |                               |                               |                               |  |  |  |  |  |  |  |  |  |  |  |  |  |  |  |  |  |  |  |  |  |  |  |  |  |  |  |  |  |  |  |  |  |  |  |  |  |  |  |  |  |  |  |  |  |  |  |  |
| Willem van Oranje (1533–1584) | Willem van Oranje (1533–1584) | Willem van Oranje (1533–1584) | Willem van Oranje (1533–1584) | Willem van Oranje (1533–1584)           | Willem van Oranje (1533–1584)           |                                         |                                         | Jan VI van Nassau-Dillenburg (1536–1606) | Jan VI van Nassau-Dillenburg (1536–1606) | Jan VI van Nassau-Dillenburg (1536–1606)   | Jan VI van Nassau-Dillenburg (1536–1606)   | Jan VI van Nassau-Dillenburg (1536–1606)   | Jan VI van Nassau-Dillenburg (1536–1606)   |                                            |                                            | Lodewijk van Nassau (1538-1574)          | Lodewijk van Nassau (1538-1574)          | Lodewijk van Nassau (1538-1574)          | Lodewijk van Nassau (1538-1574)          | Lodewijk van Nassau (1538-1574)          | Lodewijk van Nassau (1538-1574)          |                                     |                                     | Adolf van Nassau (1540-1568)        | Adolf van Nassau (1540-1568)        | Adolf van Nassau (1540-1568) | Adolf van Nassau (1540-1568) | Adolf van Nassau (1540-1568)     | Adolf van Nassau (1540-1568)     |                                  |                                  | Elisabeth van Nassau (1542-1603)               | Elisabeth van Nassau (1542-1603)               | Elisabeth van Nassau (1542-1603)               | Elisabeth van Nassau (1542-1603)               | Elisabeth van Nassau (1542-1603)               | Elisabeth van Nassau (1542-1603)               |                                              |                                              | Hendrik van Nassau (1550-1574)               | Hendrik van Nassau (1550-1574)               | Hendrik van Nassau (1550-1574)               | Hendrik van Nassau (1550-1574)               | Hendrik van Nassau (1550-1574)               | Hendrik van Nassau (1550-1574)               |                                              |                                              | ... + 6 zusters                          | ... + 6 zusters                          | ... + 6 zusters               | ... + 6 zusters               | ... + 6 zusters               | ... + 6 zusters               |  |  |  |  |  |  |  |  |  |  |  |  |  |  |  |  |  |  |  |  |  |  |  |  |  |  |  |  |  |  |  |  |  |  |  |  |  |  |  |  |  |  |  |  |  |  |  |  |

## Onderhoud monument
Het monument is sinds 2016 in handen van Monumentenbezit. Deze stichting voert de nodige onderhoudswerkzaamheden uit aan het monument.